# Xenonautia concinna
Xenonautia concinna är en insektsart som beskrevs av Marius Descamps 1977. Xenonautia concinna ingår i släktet Xenonautia och familjen Romaleidae. Inga underarter finns listade i Catalogue of Life.